# Xylica kikuyuensis
Xylica kikuyuensis is een insect uit de orde Phasmatodea en de familie Bacillidae. De wetenschappelijke naam van deze soort is voor het eerst geldig gepubliceerd in 1911 door Rehn.